# 内奏
内奏（ないそう）とは、天皇に対して国務大臣などが国政の報告を行うことである。

## 概要
大日本帝国憲法下では、実態はともかく法文上は行政権を含む統治権を総攬することとなっていたため、国務大臣ら輔弼者による天皇に対する国政事項の奏上は当然のこととされていた。
日本国憲法では、象徴天皇制のもと、天皇は「国政に関する権能を有しない」と規定され内閣は天皇に対しての責務を負っていないため、天皇の役割を国事行為のみに限定するべきとする立場からは内奏を行う必要性はないとする論が唱えられている。現実には、天皇は対外親善などの公的行為も担っており、この現状を是認する立場からは内奏の必要性も唱えられている。
芦田内閣時に内奏について内閣総理大臣によるもののみとし閣僚によるものを廃止したが、第2次吉田内閣で閣僚による内奏が復活し、現在においても首相をはじめとした閣僚による内奏は不定期ながら行われている。政府は内奏について「所管事項の御説明等を申し上げるということ」、「象徴としての陛下の御教養を高められるというために随時行なわれておること」、「国情を知っていただき、理解を深めていただくということのために御参考までに申し上げる」としている。また、内奏に近い国政報告として、高級官僚（各省の事務次官や局長）や学者による「御進講」がある（進講とは、天皇や貴人の前で学問の講義をすること）。
宮内庁は、2013年10月25日に宮殿・鳳凰の間で行われた安倍晋三首相からの国政報告の画像を史上初めて公開した。
首相を務めた安倍晋三によると、部屋の中で二人きりで行われる内奏について、部屋の外にいる宮内庁職員がドアをノックしたら、内奏を行っている者は「これで内奏を終了いたします」と言って席を立たなければならないしきたりがあるという。

## 内奏・進講の内容
天皇の政治利用を避けるため、内奏や進講の内容については明かさないことが慣行となっており、口外することは重大なタブーとされる。以下に主な事例を挙げる（肩書きはいずれも当時のもの）。
- 1973年5月、増原惠吉防衛庁長官が防衛問題に関する内奏を漏らし、長官辞任に追い込まれた（増原内奏問題）[6]。
- 2001年、田中眞紀子外務大臣が内奏を漏らしたことが一部メディアで取り上げられたものの、本人はこれを否定している[6]。週刊誌は「本当なら切腹もの」などと書きたてた[6]。
- 2009年12月27日、テレビ朝日『サンデープロジェクト』に出演した亀井静香が、「先日、天皇陛下と殿下にお会いしたとき、権力の象徴であった江戸城（現皇居）にお住まいになられるのではなくて、京都か、あるいは（亀井の地元の）広島とかに（お住まいになれば）と恐れ多くも申し上げた」と、天皇との会話内容を明らかにした[7]。
- 2010年11月25日には前原誠司外務大臣が民主党のグループの会合で最近天皇に進講したことを明かし、前原が「陛下は外交安保にかなり興味をもたれていた」と語ったことを出席者が明らかにした[5]。ただし、前原は進講の内容には言及しなかったという[8]。

## 日本以外における類似の制度
イギリスには日本の内奏に相当するものとして「週次謁見（Weekly Audience）」と呼ばれる制度が存在する。これは週一回程度、首相がバッキンガム宮殿を訪れ、君主と一対一で会談し国政の報告を行うもので、通常は閣議の後に行われる。君主は首相と国政について議論し、質問を行う場合もある。なお、君主は激励や警告を行う権限を有するが、政治的に中立の立場であることが求められ、首相に命令することはできない。また、首相は王意を考慮するいかなる義務も有しないとされる。通常は首相のみが行うが、国家予算の決定前には財務大臣も君主に謁見する。
なお、イギリスでは2020年に流行が始まった新型コロナウイルス感染症への対策のため、週次謁見が電話による会談に切り替えられたことが伝えられた。
スウェーデンでは憲法（統治法第5章第3条）により、君主は国政に関する情報を首相から受け取る権利を有するとされており、スウェーデン国王は年に3、4回程度行われる「情報閣議（informationskonselj）」と呼ばれる会合で首相および閣僚らから国政の報告を受ける。情報閣議は形式的には君主が招集を行うものとされているが、実際には国王と首相が事前相談の上で日程が組まれる。
| 国           | 制度の呼称 | 実施頻度             | 君主に報告する人物・形式         | 制度の法的根拠   |
| ------------ | ---------- | -------------------- | -------------------------------- | ---------------- |
| 日本         | 内奏       | 不定期               | 首相または閣僚が一対一で会談     | なし(慣例的制度) |
| イギリス     | 週次謁見   | 週1回程度            | 首相または財務大臣が一対一で会談 | なし(慣例的制度) |
| スウェーデン | 情報閣議   | 不定期(年3、4回程度) | 首相・閣僚全員を同時に招集       | 憲法で規定       |

## 関連書籍
- 後藤致人『内奏―天皇と政治の近現代』中公新書、2010年。ISBN 9784121020468。
- 安倍晋三『安倍晋三　回顧録』中央公論新社、2023年。ISBN 9784120056345。